# Бьерендаль, Кристин
Кристин Бьерендаль (швед. Christine Bjerendal; род. 3 февраля 1987) — шведская лучница, выступающая в соревнованиях в стрельбе из олимпийского лука. Участница трёх Олимпийских игр.

## Карьера
Кристин Бьерендаль родилась в спортивной семье — её отец Йёран был лучником, также как и дядя Герт. Они входили в олимпийскую сборную страны.
Кристин Бьерендаль начала заниматься стрельбой из лука в 1997 году. Её международный дебют состоялся в 2009 году. Шведка обладает особенной техникой стрельбы, используя при выстреле все три пальца. Это свойствено не олимпийскому, а голому луку.
На чемпионате мира по Копенгагене занимала 41-е место в рейтинговом раунде. В плей-офф победила вьетнамку Лок Тхи Дао в первом раунде со счётом 7:3, но затем проиграла азербайджанке Ольге Сенюк
На Олимпийских играх в Лондоне Бьерендаль заняла 33-е место, уже в первом раунде плей-офф уступив японке Рэн Хаякаве со счётом 4:6.
В 2016 году участвовала на вторых для себя Олимпийских играх в Рио-де-Жанейро, где заняла 17-е место, проиграв во втором раунде северокорейской лучнице Ган Ын Джу со счётом 2:6.
На чемпионате мира 2019 года в Хертогенбосе были разыграны три путёвки на женский турнир Олимпиады-2020. Бьерендаль, опередив по дополнительным показателям датчанку Майю Ягер, сумела добыть для своей страны олимпийскую лицензию, дойдя до стадии 1/8 финала, где уступила молдаванке Александре Мырке в перестрелке.
На Олимпийских играх в Токио, занимая после рейтингового рануда 55-е место, в первом раунде индивидуального первенства Бьерендаль попала на итальянку Кьяра Ребальяти и уступила ей со счётом 2:6.